# Dystrykt Luangwa
Dystrykt Luangwa – dystrykt w południowej Zambii w Prowincji Lusaka. W 2000 roku liczył 18 948 mieszkańców (z czego 50,38% stanowili mężczyźni) i obejmował 3681 gospodarstw domowych. Siedzibą administracyjną dystryktu jest Luangwa.